# Старосілля (Чернігівський район)
Старосі́лля — село в Україні, у Городнянській міській громаді Чернігівського району Чернігівської області.

## Історія
Древнє Старосілля було розташоване на лівому березі Вербчі, але за Північної війни (1710 р.) Петра І з шведами село повністю згоріло. Його мешканці залишили згарища і поселилися в навколишніх селах. Частина з них стала будуватися на протилежному березі Вербч і поклала початок Старосіллю.
У 1920-х роках у селі діяла дослідна станція кабінету антропології та етнології ім. Ф. Вовка. У кінці 1931 році було проведено примусову колективізацію та створено колгосп.
Перші назви: « Нове життя», « Шлях Леніна». У 60-70 рр. колгосп став « мільйонером». Саме в цей період з'явилося перше радіо та електроенергія. Колгосп мав у своєму господарстві великий сад, тримав пасіку, а на околиці села була збудована птахоферма. На сьогоднішній день колгосп має назву АПК- « Старосільський», який орендує земельні і майнові паї жителів трьох сіл.
У 1909 р. була заснована Старосільська неповна семирічна школа. Це була дерев'яна будівля зі солом'яним дахом. При школі діяла хата- читальня. Школа існувала до 1975 р.
У 1981 р. утворився жіночий фольклорний ансамбль с. Старосілля і очолила його Денисенко Марія Степанівна. Спочатку їхні пісні лунали у місцевому будинку культури, потім у районі.
На сьогоднішній день кількість населення села складає 181ч. Тут розташовані медпункт, поштове відділення, магазин, клуб, правління агрокооперативу «Старосільський».
12 червня 2020 року, відповідно до розпорядження Кабінету Міністрів України № 730-р від «Про визначення адміністративних центрів та затвердження територій територіальних громад Чернігівської області», село увійшло до складу Городнянської міської громади.
19 липня 2020 року, в результаті адміністративно-територіальної реформи та ліквідації Городнянського району, село увійшло до складу Чернігівського району.

## Населення
Згідно з переписом УРСР 1989 року чисельність наявного населення села становила 241 особа, з яких 99 чоловіків та 142 жінки.
За переписом населення України 2001 року в селі мешкало 258 осіб.

### Мова
Розподіл населення за рідною мовою за даними перепису 2001 року:
| Мова       | Кількість | Відсоток |
| ---------- | --------- | -------- |
| українська | 252       | 97.3%    |
| російська  | 7         | 2.7%     |
| Усього     | 259       | 100%     |

### Уродженці
- Реуцький Михайло Іванович (1978-2023) — сержант Збройних Сил України, учасник російсько-української війни, що загинув під час російського вторгнення в Україну, Герой України з удостоєнням ордена «Золота Зірка» (2023, посмертно).